# 아사노하 코토노
아사노하 코토노(일본어: 朝葉 ことの あさのは ことの[*], 10월 3일 - )는 다카라즈카 가극단 하나구미에 소속된 여역이다.
도쿄도 메구로구, 야구모가쿠엔 고등학교 출신이다. 키 163cm, 애칭은 "콧짱", "코토네에", "코토노"이다.

## 약력
2015년, 다카라즈카 음악학교에 입학
2017년, 다카라즈카 가극단 103기생으로 입단. 유키구미 공연 「막말태양전 / Dramatic “S”!」로 초무대. 그 후, 하나구미에 배속
2022년, 바우 워크샵 「순정」으로 바우홀 공연 첫 히로인

## 출연 이벤트
- 2019년 12월, 다카라즈카 스페셜 2019 『Beautiful Harmony』 (코러스)
- 2021년 1 - 2월, 미나미 마이토 스페셜 라이브 『Aqua Bella!!』